# 安娜·玛赛拉·库尼亚
安娜·玛赛拉·热苏斯·苏亚雷斯·达·库尼亚（葡萄牙語：Ana Marcela Jesus Soares da Cunha，1992年3月23日—）生于巴伊亚州萨尔瓦多，是一名巴西女子游泳运动员，主攻公开水域游泳。她在二岁时开始接触游泳，14岁时开始专攻公开水域游泳。她曾五次获得国际泳联颁发的年度最佳公开水域游泳运动员奖（截至2018年）。还曾两次被选为巴西年度最佳女子运动员（2015年和2018年）。另外她还在2019年入选国际马拉松游泳名人堂。